# Tea Board of India
De Tea Board of India is een onderdeel van de Indiase federale overheid dat als doel heeft het reguleren en bevorderen van de teelt van thee in India. De organisatie en taken van de Board zijn geregeld in Sectie 4 van de Tea Act 1953. Het is een onderdeel van het Ministerie van Handel en Industrie.

## Financiering en taken
De financiering van de Board komt uit een heffing ("Tea Cess") op geproduceerde thee. De heffing in 2016 bedraagt 30 paise (oftewel 0,30 roepie) per kilogram, behalve in Darjeeling waar de heffing 12 paise is.
De bij wet geregelde taken van de Tea Board omvatten:
- het bevorderen van de teelt, marketing en export van Indiase thee
- het bevorderen van wetenschappelijk onderzoek naar productie en kwaliteitsverbetering van thee
- het beperkt bieden van sociale financiële ondersteuning aan gezinnen in de thee industrie, via het Labour Welfare Committee
- het ondersteunen van kleine ongeorganiseerde telers op gebied van kennis en bedrijfsvoering
- het verzamelen en publiceren van productiegegevens
- het uitvoeren van projecten in opdracht van de Indiase federale overheid.

## Kantoren

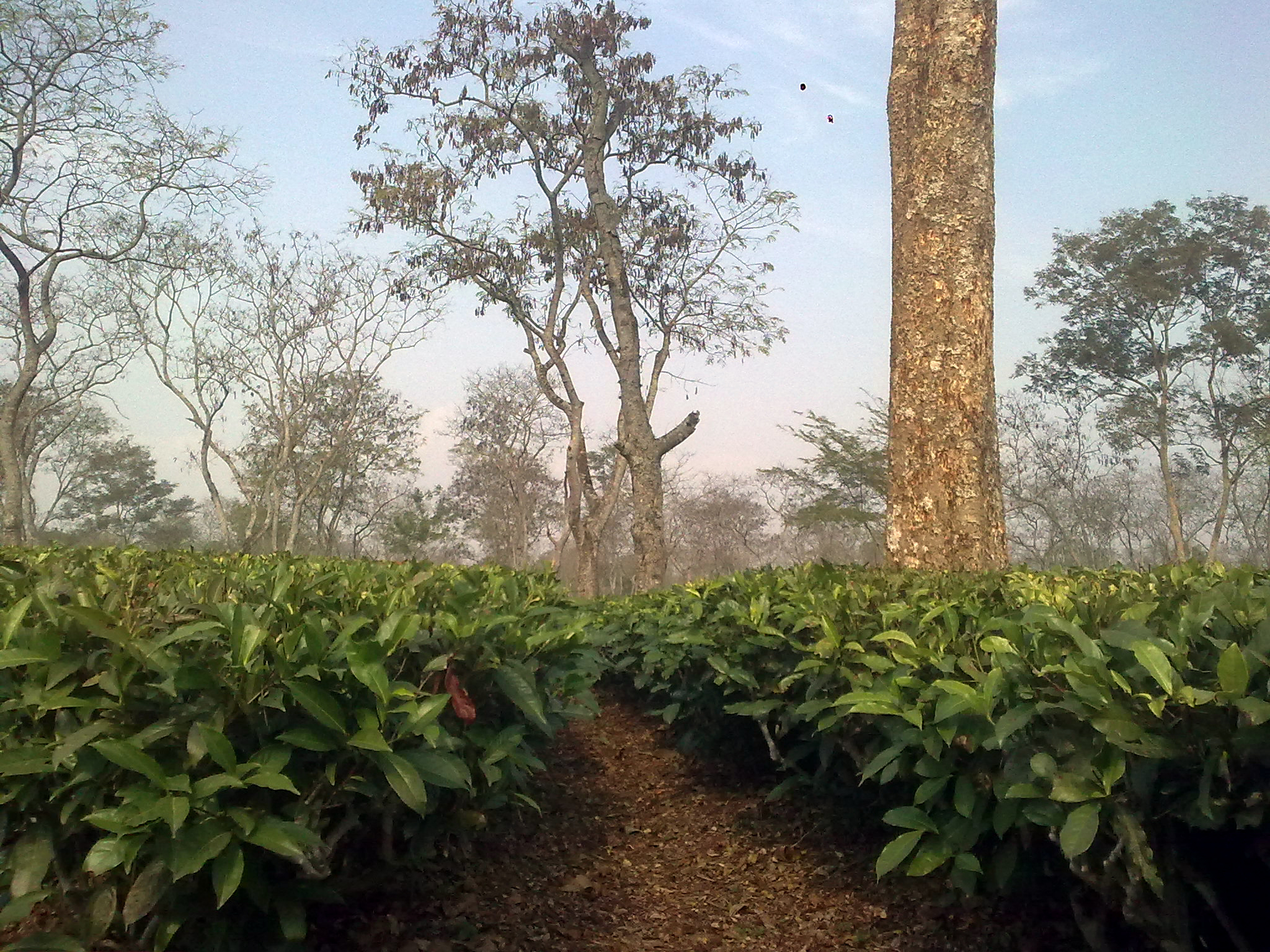
Theeplantage in het Sonitpur district in Assam, India

Het hoofdkantoor van de Board is gevestigd in Kolkata (Calcutta) in West-Bengalen, de grote havenstad van India bij de grootste thee producerende regio's rond Assam en Darjeeling, in het noordoosten van India. In deze regio's zelf zijn ook kantoren. Verder zijn er kantoren in de thee producerende regio's rond Nilgiris en de Kardemom Heuvels in het zuiden van India, in Palampur in Himachal Pradesh in het noordwesten van India, en in Tirumala in het district Chittoor in Andhra Pradesh aan de oostkust. Ook in de handelscentra Mumbai, Chennai, Kochi en Kottayam (vlak bij Alappuzha) heeft de Board kantoren, en verder in New Delhi, Londen, Dubai en Moskou.

## Gerapporteerde statistieken
De Board rapporteert een productieverdeling over de regio's over twaalf maanden in 2013 en 2014 als volgt:
| Staat/District | Bebouwd [kHa] | Productie [Mkg] |
| --- | ------------- | --------------- |
| Assam Valley | 270,92        | 581,03          |
| Cachar | 33,48         | 48,02           |
| Totaal Assam | 304,40        | 629,05          |
| Darjeeling | 17,82         | 8,91            |
| Dooars | 72,92         | 177,85          |
| Terai | 49,70         | 125,34          |
| Totaal West-Bengalen | 140,44        | 312,10          |
| Andere Noord-Indiase staten (onder andere Tripura, Uttarakhand, Bihar, Manipur, Sikkim, Arunachal Pradesh, Himachal Pradesh, Nagaland, Meghalaya, Mizoram en Odisha) | 12,29         | 23,92           |
| Totaal Noord India | 457,13        | 965,07          |
| Tamil Nadu | 69,62         | 174,71          |
| Kerala | 35,01         | 63,48           |
| Karnataka | 2,22          | 5,52            |
| Totaal Zuid India | 106,85        | 243,71          |
| Totaal | 563,98        | 1208,78         |

De export over 2015 bedroeg 217,67 miljoen kilo, waarbij 2,85 miljoen kilo door Nederland werd afgenomen en verder als grootste afnemers:
| Land                         | Afname [Mkg] |
| ---------------------------- | ------------ |
| Russische Federatie          | 45,70        |
| Iran                         | 20,33        |
| Pakistan                     | 19,05        |
| UK                           | 17,72        |
| Verenigde Arabische Emiraten | 15,11        |
| USA                          | 13,55        |
| Kazachstan                   | 10,14        |
| Bangladesh                   | 9,39         |
| Duitsland                    | 9,05         |

De grote bijdrage van de Russische Federatie als afnemer komt voort uit de politieke ontwikkeling van India na het begin van de onafhankelijkheid.